# 부흥로
부흥로(復興路, Buheung-ro)는 경기도 파주시 광탄면 방축리 방축삼거리에서 양주시를 거쳐 포천시 내촌면 진목리 진목사거리를 잇는 도로이다. 포천시 구간을 제외한 대부분이 지방도 제360호선에, 양주시 일부와 포천시 대부분의 구간이 국가지원지방도 제98호선에 해당한다.

## 경유지
경기도
- 파주시 (광탄면) - 양주시 (광적면 - 백석읍 - 광적면 - 백석읍 - 유양동 - 남방동 - 마전동 - 광사동 - 고읍동 - 삼숭동) - 포천시 (소흘읍 - 내촌면)

## 연혁
- 2010년 8월 12일: "부흥로"로 명명

## 노선
| 이름               | 접속 노선                                                  | 소재지                                                  | 소재지                                                                            | 비고                                                             |
| ------------------ | ---------------------------------------------------------- | ------------------------------------------------------- | --------------------------------------------------------------------------------- | ---------------------------------------------------------------- |
| 방축삼거리         | 지방도 제360호선 (혜음로)                                  | 파주시                                                  | 광탄면                                                                            | 지방도 제360호선 구간                                            |
| 방축사거리         | 보광로                                                     | 파주시                                                  | 광탄면                                                                            | 지방도 제360호선 구간                                            |
| (도마산교)         | 만장산로                                                   | 파주시                                                  | 광탄면                                                                            | 지방도 제360호선 구간                                            |
| 발랑교             |                                                            | 파주시                                                  | 광탄면                                                                            | 지방도 제360호선 구간                                            |
| 견준바위삼거리     | 지방도 제367호선 (부흥로21번길)                            | 양주시                                                  | 광적면                                                                            | 지방도 제360호선/ 지방도 제367호선 구간                          |
| (비암2교)          | 지방도 제367호선 (쇠장이길)                                | 양주시                                                  | 광적면                                                                            | 지방도 제360호선/ 지방도 제367호선 구간                          |
| 비암3교            |                                                            | 양주시                                                  | 광적면                                                                            | 지방도 제360호선 구간                                            |
| 검은돌삼거리       | 현석로                                                     | 양주시                                                  | 광적면                                                                            | 지방도 제360호선 구간                                            |
| 연곡1교차로        | 연곡로                                                     | 양주시                                                  | 백석읍                                                                            | 지방도 제360호선 구간                                            |
| 연곡리 광석리      |                                                            | 양주시                                                  | 백석읍                                                                            | 지방도 제360호선 구간                                            |
| 대성빌라사거리     | 국가지원지방도 제39호선 (권율로) 지방도 제371호선 (권율로) | 양주시                                                  | 광적면                                                                            | 국가지원지방도 제39호선/ 지방도 제360호선/ 지방도 제371호선 구간 |
| 가납사거리         | 국가지원지방도 제39호선 (삼일로) 지방도 제371호선 (광적로) | 양주시                                                  | 광적면                                                                            | 국가지원지방도 제39호선/ 지방도 제360호선/ 지방도 제371호선 구간 |
| 능안교차로         | 지방도 제375호선 (백은로)                                  | 양주시                                                  | 광적면                                                                            | 지방도 제360호선 구간                                            |
| (이름 없음)        | 꿈나무로                                                   | 양주시                                                  | 백석읍                                                                            | 지방도 제360호선 구간                                            |
| 방성삼거리         | 고릉말로                                                   | 양주시                                                  | 백석읍                                                                            | 지방도 제360호선 구간                                            |
| 오산삼거리         | 국가지원지방도 제98호선 (중앙로)                           | 양주시                                                  | 백석읍                                                                            | 국가지원지방도 제98호선/ 지방도 제360호선 구간                   |
| 유양삼거리         | 부흥로1398번길                                             | 양주시                                                  | 유양동                                                                            | 국가지원지방도 제98호선/ 지방도 제360호선 구간                   |
| 양주향교입구삼거리 | 부흥로1422번길                                             | 양주시                                                  | 유양동                                                                            | 국가지원지방도 제98호선/ 지방도 제360호선 구간                   |
| 막은골삼거리       | 외미로                                                     | 양주시                                                  | 유양동                                                                            | 국가지원지방도 제98호선/ 지방도 제360호선 구간                   |
| 양주시청사거리     | 평화로                                                     | 양주시                                                  | 유양동/마전동                                                                     | 국가지원지방도 제98호선/ 지방도 제360호선 구간                   |
| (마전2교)          | 국가지원지방도 제98호선 (동일로) 지방도 제360호선 (동일로) | 양주시                                                  | 마전동                                                                            | 국가지원지방도 제98호선/ 지방도 제360호선 구간                   |
| (주내파출소)       |                                                            | 양주시                                                  | 마전동                                                                            | 구도로 구간                                                      |
| 마전교차로         | 국가지원지방도 제98호선 지방도 제360호선 마전로            | 양주시                                                  | 마전동                                                                            | 국가지원지방도 제98호선/ 지방도 제360호선 구간                   |
| 옹달말교차로       | 마전로121번길                                              | 양주시                                                  | 마전동                                                                            | 국가지원지방도 제98호선/ 지방도 제360호선 구간                   |
| 양짓말교차로       | 양짓말 방향 도로                                           | 양주시                                                  | 마전동                                                                            | 국가지원지방도 제98호선/ 지방도 제360호선 구간                   |
| (이름 없음)        | 만송로                                                     | 양주시                                                  | 마전동                                                                            | 국가지원지방도 제98호선/ 지방도 제360호선 구간                   |
| 원학교차로         | 국가지원지방도 제98호선 (광사로) 국도 제3호선 (신평화로)   | 양주시                                                  | 광사동                                                                            | 국가지원지방도 제98호선/ 지방도 제360호선 구간                   |
| 삽사교차로         | 부흥로1810번길                                             | 양주시                                                  | 광사동                                                                            | 지방도 제360호선 구간                                            |
| 광암교차로         | 부흥로1833번길                                             | 양주시                                                  | 광사동                                                                            | 지방도 제360호선 구간                                            |
| 광사교차로         | 대방아파트, 신도아파트 진입도로                            | 양주시                                                  | 광사동                                                                            | 지방도 제360호선 구간                                            |
| (이름 없음)        | 고읍로                                                     | 양주시                                                  | 고읍동/만송동                                                                     | 지방도 제360호선 구간                                            |
| 장거리교차로       | 옥정로 고덕로                                              | 양주시                                                  | 고읍동/만송동                                                                     | 지방도 제360호선 구간                                            |
| 삼숭교차로         | 숭랑로                                                     | 양주시                                                  | 삼숭동                                                                            | 지방도 제360호선 구간                                            |
| (이름 없음)        | 삼숭로                                                     | 양주시                                                  | 삼숭동                                                                            | 지방도 제360호선 구간                                            |
| 삼숭교차로         | 지방도 제379호선 (율정로)                                  | 양주시                                                  | 삼숭동                                                                            | 지방도 제360호선 구간                                            |
| 어하터널           |                                                            | 양주시                                                  | 삼숭동                                                                            | 지방도 제360호선 구간                                            |
| 포천시             | 소흘읍                                                     |                                                         |                                                                                   | 지방도 제360호선 구간                                            |
| 포천시             | 소흘읍                                                     | 부인터교차로                                            | 어하고개로                                                                        | 지방도 제360호선 구간                                            |
| 포천시             | 소흘읍                                                     | 부인터사거리                                            | 국도 제43호선 (호국로) 국가지원지방도 제98호선 (호국로) 지방도 제360호선 (호국로) | 국가지원지방도 제98호선/ 지방도 제360호선 구간                   |
| 포천시             | 소흘읍                                                     | 무봉사거리                                              | 무봉로 소흘로                                                                     | 국가지원지방도 제98호선 구간                                     |
| 포천시             | 소흘읍                                                     | 무동1리마을앞                                           |                                                                                   | 국가지원지방도 제98호선 구간                                     |
| 포천시             | 소흘읍                                                     | 초가팔리마을앞                                          |                                                                                   | 국가지원지방도 제98호선 구간                                     |
| 포천시             | 소흘읍                                                     | 기도원앞                                                | 죽엽산로196번길                                                                   | 국가지원지방도 제98호선 구간                                     |
| 포천시             | 소흘읍                                                     | 고모교차로                                              | 포천시도 제29호선 (죽엽산로)                                                      | 국가지원지방도 제98호선 구간                                     |
| 포천시             | 소흘읍                                                     | 고모1리사거리                                           | 한성2길                                                                           | 국가지원지방도 제98호선 구간                                     |
| 포천시             | 신금현사거리                                               | 정금로206번길                                           | 가산면                                                                            | 국가지원지방도 제98호선 구간                                     |
| 포천시             | 죽엽산터널                                                 |                                                         | 가산면                                                                            | 연장 640m 국가지원지방도 제98호선 구간                           |
| 포천시             | 죽엽산터널                                                 | 내촌면                                                  |                                                                                   | 연장 640m 국가지원지방도 제98호선 구간                           |
| 포천시             | 진목사거리                                                 | 국도 제87호선 (포천로) 국가지원지방도 제98호선 (포천로) | 국가지원지방도 제98호선 구간                                                      |                                                                  |
| 내진로와 직결      |                                                            |                                                         |                                                                                   |                                                                  |